# Ruthild Hahne

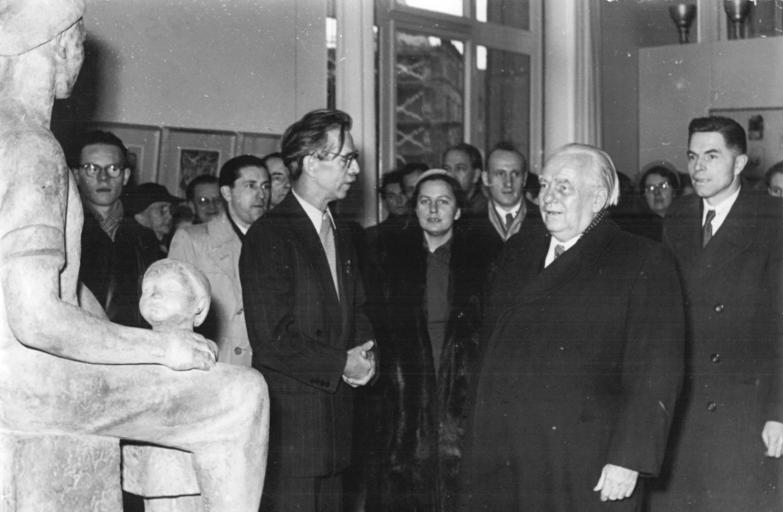
Ruthild Hahne mit Otto Nagel und Wilhelm Pieck, 1951

Ruthild Hahne (* 19. Dezember 1910 in Deutsch-Wilmersdorf; † 1. September 2001 in Berlin) war eine deutsche Bildhauerin, die ihre Hauptschaffensphase in den ersten Jahren der DDR hatte.

## Leben

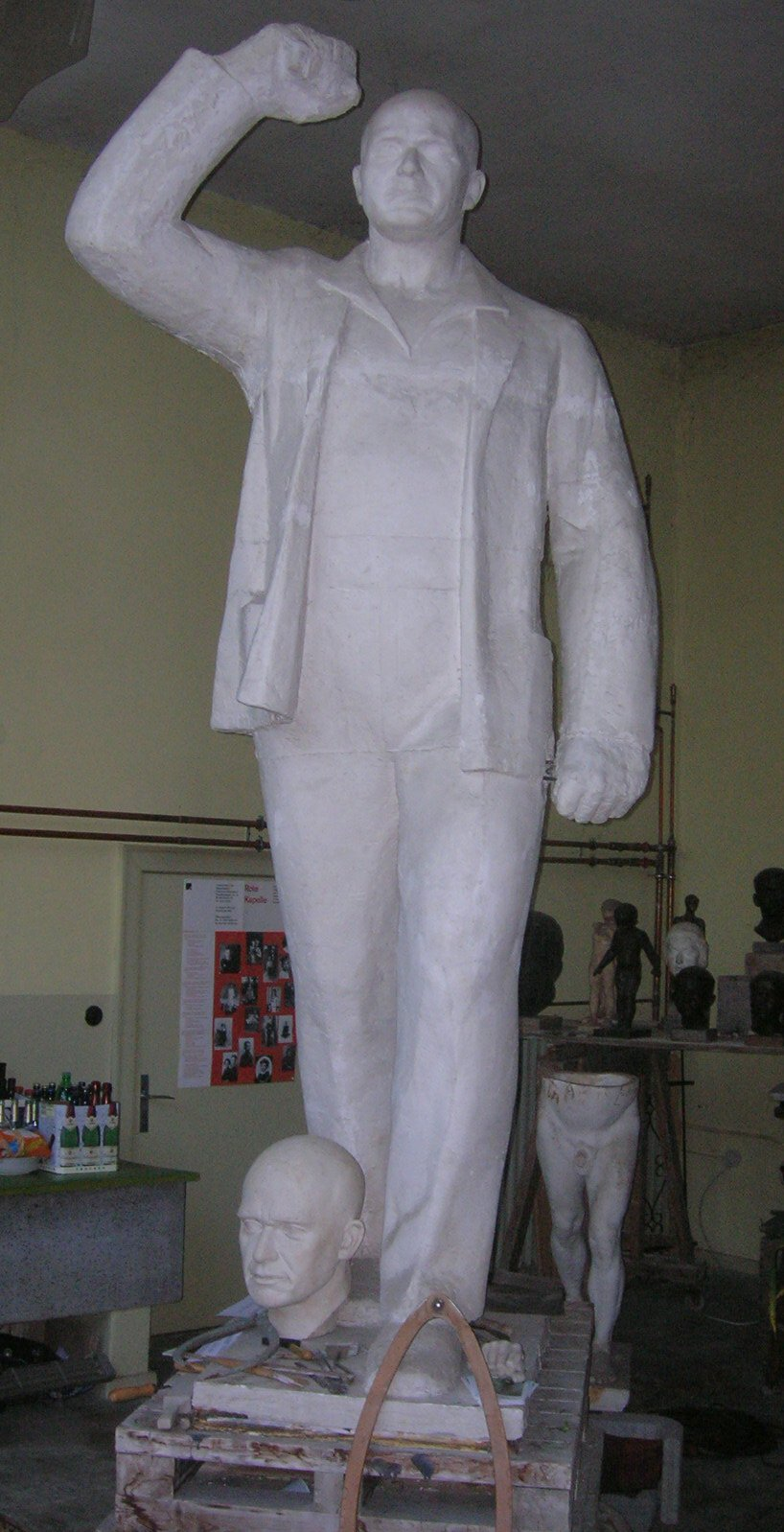
Modell der Thälmann-Statue in Hahnes Atelier

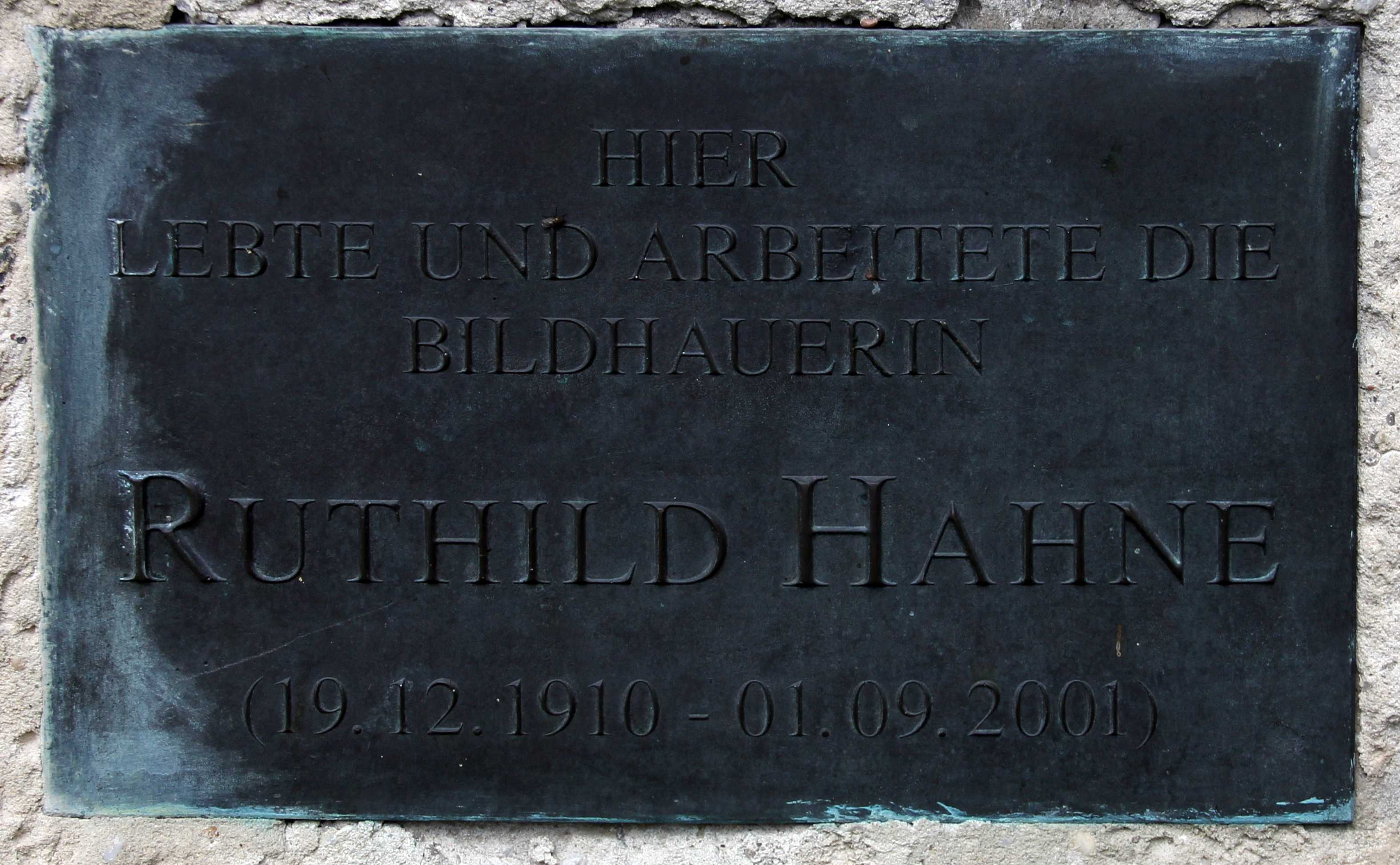
Gedenktafel in der heutigen Beatrice-Zweig-Straße Nr. 1 in Berlin-Niederschönhausen

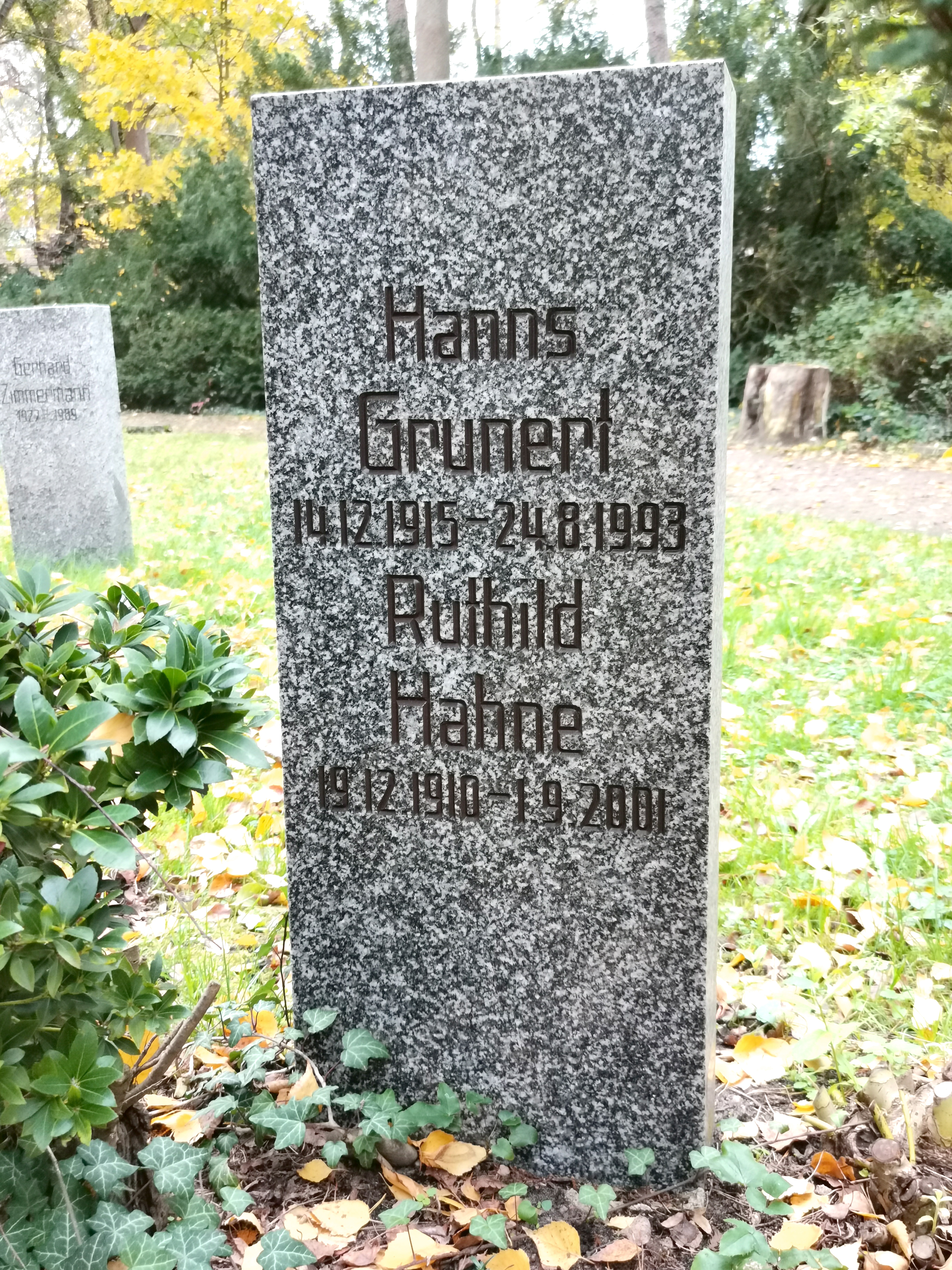
Grab auf dem Friedhof Pankow III, Abt. 36 U-379

### Ausbildung und Zeit des Nationalsozialismus
Ruthild Hahne wuchs als Tochter einer Kaufmanns- und Fabrikantenfamilie in einer großbürgerlichen Villa in Berlin-Schmöckwitz mit Haushälterin, Gärtner und Chauffeur auf. 1920 war sie in Italien, für das sie eine Leidenschaft entwickelte. Sie sprach später fließend Italienisch.
Nach dem Besuch des Neuköllner Lyzeums bis 1927 machte sie eine Ausbildung zur orthopädischen Turnlehrerin und Physiotherapeutin an der Universitätsklinik Berlin und arbeitete bis 1936 in diesem Beruf. Obwohl sie in bürgerlichen Verhältnissen aufgewachsen war, hatte sie bereits früh Kontakte zur Arbeiterbewegung und zur KPD. Dabei lernte sie 1930 den Chef der Roten Tänzer Jean Weidt kennen, der sie zum in dieser Gruppe praktizierten Ausdruckstanz brachte. 1933 nahm sie an der ersten Revolutionären Theaterolympiade in Moskau teil. 1936 begann sie, Bildhauerei an der Hochschule der Bildenden Künste zu studieren, wo sie Meisterschülerin von Wilhelm Gerstel war und in Monumentalplastik von Arno Breker unterrichtet wurde. Das Jahr 1941 verbrachte sie als Stipendiatin an der Villa Massimo in Rom. Während dieser Zeit entstanden an den klassischen Formen orientierte Kleinplastiken und Kinderporträts.
Zu den Meisterschülern von Gerstel gehörten neben Hermann Blumenthal, Gustav Seitz und Waldemar Grzimek auch Fritz Cremer und Cay von Brockdorff, über die sie nach dem Machtantritt der Nationalsozialisten auch in Kontakt mit Wolfgang Thiess kam, in den sie sich verliebte. Aus dem Kreis der Kunststudenten wurde eine Widerstandsgruppe der Roten Kapelle, in der auch Ruthild Hahne  aktiv wurde. Unter anderem wurde in ihrer Wohnung in der Nachodstraße 20 in Berlin-Wilmersdorf an der illegalen Zeitung Die Innere Front gearbeitet. Nach der Aufdeckung der Gruppe im Herbst 1942 wurde Wolfgang Thiess zum Tod verurteilt und hingerichtet. Gegen Ruthild Hahne wurde eine vierjährige Zuchthausstrafe verhängt. Im Zug der Wirren der letzten Kriegsmonate des Zweiten Weltkriegs gelang es ihr, aus dem Gefängnis zu fliehen. Sie schlug sich zur Ostfront durch und wechselte auf die sowjetische Seite.

### Wirken als Bildhauerin in der DDR
1946/1947 war sie Mitbegründerin der Hochschule für Angewandte Kunst (der heutigen Kunsthochschule Berlin-Weißensee), an der sie auch einige Jahre als Dozentin arbeitete. Künstlerisch konzentrierte sie sich auf die Schaffung von Porträtplastiken, insbesondere von Politikern der kommunistischen Bewegung wie Lenin, Karl Liebknecht und Wilhelm Pieck. Daneben schuf sie auch mehrere Kinderporträts.
Bei einer Ausschreibung zur Schaffung eines Denkmals für Ernst Thälmann auf dem Thälmannplatz im traditionellen Berliner Regierungsviertel um die Wilhelmstraße in Berlin-Mitte setzte sie sich gegen 182 Konkurrenten durch. Aus praktischen und finanziellen Gründen sowie aus politischer Überzeugung zog sie 1953 von West- nach Ost-Berlin in die für Kulturschaffende angelegte Straße 201 in Berlin-Niederschönhausen in ein eigenes Atelierhaus um. Im Unterschied zu den meisten Häusern dieser Straße hatte sie sich einen eigenen Architekten dafür aussuchen und bei der Gestaltung mitwirken dürfen. Es wurde nach dem 17. Juni 1953 gegen ihren Willen in kommunales Eigentum überführt. Im nahe gelegenen Atelier im Pankower Bürgerpark entstanden zunächst verkleinerte Modelle des geplanten Denkmals. Dieses besteht aus zwei Strömen von Menschen, die die Arbeiterparteien KPD und SPD symbolisieren sollen, an deren Spitze Ernst Thälmann, eine Hand zur Faust geballt, steht. 1958 wurde ein Teilgips des geplanten Denkmals auf der IV. Deutschen Kunstausstellung der DDR gezeigt. Mit dem Bau der Berliner Mauer im Jahr 1961 geriet der vorgesehene Standort am Thälmannplatz in das Sperrgebiet und von einer Aufstellung des Denkmals wurde abgesehen. Auch stand die DDR-Führung nicht mehr hinter der 1951 unter starker Einflussnahme entwickelten Denkmalskonzeption von Ruthild Hahne. 1965 musste sie ihre Arbeit am Thälmann-Denkmal, ihrem zentralen Lebenswerk, beenden. Ein Teil der geschaffenen Modelle wurde vernichtet, andere, so Thälmann als Frontfigur sowie die nachfolgende Gruppe Arbeiter und Bäuerin im Maßstab 1:2 sind heute noch in ihrem Haus Nr. 1 in der Beatrice-Zweig-Straße in einem von ihrem Sohn geführten privaten Museum zu sehen. Dort wurde auch Bronze-Büste von Thälmann an der Terrasse platziert. Das Märkische Museum Berlin bewahrt zwei Reliefteile im Maßstab 1:4 auf.
Nach 1965 arbeitete Hahne weiter als Bildhauerin und schuf noch eine Reihe von Porträt- und Kleinplastiken. Die letzte Ruhe fand sie auf dem Friedhof Pankow III.

## Ehrung
1971 wurde sie mit dem Vaterländischen Verdienstorden in Silber ausgezeichnet.
Das Atelierhaus wurde zum Ateliermuseum Ruthild Hahne und kann auf Anfrage besichtigt werden. Es dient auch gelegentlich als Tagungsstätte.

## Werke (Auswahl)
- Stehender Junge (Statue, Bronze mit schwarzbrauner Patina)[6]
- Knabenbildnis Tobby (Büste, Bronze; auf der 2. Deutschen Kunstausstellung)[7]
- Kinderporträt Nora (1947, Büste, Bronze; auf der 2. Deutschen Kunstausstellung)[8]
- Peter (1948, Bronze; auf der Ausstellung Frauenschaffen und Frauengestalten in der bildenden Kunst)
- Junger Pionier (1951, Bronze; auf der Ausstellung Frauenschaffen und Frauengestalten in der bildenden Kunst)
- Lenin (1949, Bronze; auf der Ausstellung Frauenschaffen und Frauengestalten in der bildenden Kunst)
- Karl Liebknecht (1950, Büste, Bronze; Stadtgeschichtliches Museum Leipzig)[9]
- Nach dem Bade (1951, Bronze; auf der Ausstellung Frauenschaffen und Frauengestalten in der bildenden Kunst)
- Wilhelm Pieck (1958, Büste, Bronze; auf der Vierten Deutschen Kunstausstellung)
- Walter Ulbricht (um 1969, Büste, Bronze)[10]
- Ernst Thälmann, 50 cm hohe Büste, Bronze, auf einem Grundstrück in  Niederschönhausen in der Beatice-Zweig-Straße. Wurde Anfang 2025 von Dieben mit Gewalt herausgebrochen.[11]
- Kurt Stern (um 1971, Büste)[12]

## Ausstellungen (Auswahl)

### Einzelausstellungen (Auswahl)
- 1971: Berlin, Galerie im Turm (mit Hans Kies und Heinz Worner)
- 1979: Berlin, Ausstellungspavillon am S-Bahnhof Friedrichstrasse (mit Ernst Jazdzewski)
- 1995: Berlin, Schadow-Haus („Ruthild Hahne, Geschichte einer Bildhauerin“)

### Ausstellungsbeteiligungen (Auswahl)
- 1949, 1953/1954, 1958/1959 und 1967/1968: Dresden, Deutsche Kunstausstellung bzw. Kunstausstellung der DDR
- 1951: Berlin, Museumsbau am Kupfergraben (Künstler schaffen für den Frieden)
- 1960: Berlin, Pavillon der Kunst (Frauenschaffen und Frauengestalten in der bildenden Kunst. 50 Jahre Internationaler Frauentag)
- 1968: Halle/Saale (Sieger der Geschichte)
- 1970: Berlin (Auferstanden aus Ruinen)
- 1970: Berlin, Altes Museum (Im Geiste Lenins)
- 1970: Berlin, Akademiegalerie (Die Akademie ehrt Lenin)
- 1970/1971: Linz, Neue Galerie der Stadt Linz (Berliner Bildhauer – Deutsche Demokratische Republik)
- 1971: Berlin, Altes Museum (Das Antlitz der Arbeiterklasse in der bildenden Kunst der DDR)
- 1979: Berlin, Altes Museum (Weggefährden – Zeitgenossen)
- 1979: Berlin, Altes Museum (Jugend in der Kunst)
- 1981: Dresden (25 Jahre NVA)
- 1982: Berlin, Treptower Park (Plastik und Blumen)

## Bildnerische Darstellung
- Hans Riemann: Porträt Ruthild Hahne (Fotografie, um 1954)[13]
- Gerhard Kiesling: Ruthild Hahne bei der Arbeit an dem Entwurf für ein Thälmann-Denkmal (Fotografie, 1959)[14]